# Buchrain LU
| LU ist das Kürzel für den Kanton Luzern in der Schweiz. Es wird verwendet, um Verwechslungen mit anderen Einträgen des Namens Buchrain zu vermeiden. |

Buchrain (schweizerdeutsch: Bueri) ist eine politische Gemeinde im Wahlkreis Luzern-Land des Kantons Luzern in der Schweiz.

## Geographie
Die Gemeinde Buchrain liegt auf den östlichen Ausläufern des Hundsrüggens, eingebettet zwischen Reuss und Rontal. Ebenfalls zu Buchrain gehört das Dorf Perlen.
Der höchste Punkt der Gemeinde befindet sich auf dem Hundsrüggen auf 484 m ü. M., der tiefste an der Reuss auf 412 m ü. M.
Die Gemeinde Buchrain grenzt im Westen an Emmen, im Nordwesten an Eschenbach, im Norden an Inwil, im Osten an Root und an Dierikon und im Süden an Ebikon.

## Bevölkerung
Buchrain zählte 1850 312 Einwohner, wuchs dann zwischen 1870 und 1880 stark von 324 auf 701 Einwohner an. Bis 1960 gab es ein stetes mässiges Wachstum auf 1395 Einwohner. Anlässlich der Volkszählung im Jahre 2000 wurden 4976 Personen gezählt. Mittlerweile leben 6621 Menschen in Buchrain, darunter 3316 Männer und 3305 Frauen (Stand: 31. Dezember 2022).
Quellen: 1798–1837: Helvetische und kantonale Volkszählungen; Bundesamt für Statistik; 1850 bis 2000 Volkszählungsergebnisse, 2010 ESPOP, seit 2011 STATPOP

### Sprachen
88,0 % der Bewohner geben Deutsch als Hauptsprache an. Daneben sind, durch Einwanderung, Serbokroatisch (3,5 %), Albanisch sowie Italienisch (je 1,8 %) die nächstbedeutenderen Sprachen (Stand 2000).

### Religionen – Konfessionen
Die Bevölkerung war bis zur Gründung der modernen Schweiz geschlossen römisch-katholisch. Durch Einwanderung aus anderen Kantonen der Schweiz und aus dem Ausland hat sich dies gewandelt. 67,3 % der Bevölkerung sind Römische-Katholiken; 13,5 % Evangelisch-Reformierte; 5,6 % Muslime; 4,0 % Orthodoxe Christen und 6,3 % Bekenntnislose (Stand 2000).

### Herkunft – Nationalität
Ende 2022 zählte die Gemeinde 6621 Einwohner. Davon waren 5152 Schweizer Staatsangehörige und 1469 (= 22,2 %) Menschen anderer Staatsangehörigkeit. Die grössten Zuwanderergruppen kommen aus Deutschland (215 Menschen), Italien (175), dem Kosovo (158), Serbien (92), Portugal (66), Nordmazedonien (58), Eritrea (46), Bosnien und Herzegowina (41), der Türkei (40), Kroatien (37) und Spanien (26). 253 Personen stammen aus anderen europäischen Ländern, 195 aus Asien, 40 aus Amerika und 27 aus Afrika (ohne Eritrea).

## Bildung
Für die Schulbildung stehen das Dorfschulhaus (Primarstufe), das Haus Dorfhalde (Kindergarten), das ‹Wüesthuus› (Kindergarten und Musikschule) und das Schulzentrum Hinterleisibach (Kindergarten, Primarschule, Realschule und Sekundarschule, 1989 eröffnet) zur Verfügung. Am 2. Juni 2007 wurde die 4. Etappe des Schulzentrums Hinterleisibach eröffnet. Dazu gehören eine dritte Turnhalle und neue Garderoben, zwei Beachvolleyballfelder, ein Skatepark, ein Kunstrasen, weitere Schulräume sowie eine neue Aula.
In Buchrain besuchten (Schuljahr 2022/2023) 136 Kinder die sieben Kindergartenklassen im Dorf, der Dorfhalde, Hinterleisibach und Wüesthaus. Die Schulhäuser Dorf und Hinterleisibach boten 409 Primarschülern (in 24 Klassen) und das Schulhaus Hinterleisibach 181 Oberstufenschülern (in 10 Klassen) eine Bildungsmöglichkeit. Für den Besuch von Mittelschulen und der Universität pendeln die Lernenden in die Stadt Luzern.

### Lernende mit Schulort Buchrain
| Schuljahr (2022/2023) | Kindergarten | Primarschule | Sekundarstufe, alle Niveaus | Gesamthaft |
| --------------------- | ------------ | ------------ | --------------------------- | ---------- |
| Abteilungen           | 7            | 24           | 10                          | 41         |
| Lernende              | 136          | 409          | 181                         | 726        |

aus der Gemeinde und Nachbargemeinden; Quelle LUSTAT

### Lernende mit Wohnort Buchrain
| Schuljahr (2022/2023) | Kindergarten | Primarschule | Gymnasium | Sekundarstufe, Niveau A/B | Sekundarstufe, Niveau C/D | Integrierte Sekundarschule | Gesamthaft |
| --------------------- | ------------ | ------------ | --------- | ------------------------- | ------------------------- | -------------------------- | ---------- |
| Lernende              | 137          | 414          | 45        | 139                       | 42                        | 3                          | 780        |

in der Gemeinde wohnhaft; Quelle LUSTAT

## Wirtschaft
Im Jahr 2016 gab es 278 Arbeitsstätten mit 2337 Beschäftigten in Buchrain. Der Anteil der Beschäftigten in der Landwirtschaft ist in den letzten Jahrzehnten stark zurückgegangen. Die Landwirtschaft bietet nur noch 2,48 % der Erwerbstätigen (58 Personen) in 8 Betrieben eine berufliche Existenz. Weit bedeutender sind heute Industrie und Gewerbe mit 69 Betrieben und 1215 Beschäftigten und der Dienstleistungsbereich mit 201 Arbeitsstätten und 1064 Beschäftigten. Der grösste Arbeitgeber in der Gemeinde ist die Wirth & Co AG, ein Maschinen- und Lackierbetrieb. Im Jahr 2000 gab es 841 Zupendler und 1977 Wegpendler (v. a. in die Stadt Luzern, nach Ebikon und in den Kanton Zug).

### Verkehr
Die Gemeinde Buchrain ist durch die Buslinie (Luzern-)Ebikon-Buchrain-Perlen(-Gisikon-Root) (VBL Linie 22) an den Öffentlichen Verkehr angeschlossen. Seit dem Fahrplanwechsel vom 12. Dezember 2004 besitzt Buchrain eine eigene S-Bahn-Haltestelle an der Bahnstrecke Zug–Luzern.
Durch die Gemeinde führen die Kantonsstrasse von Inwil nach Ebikon und die Autobahn A14, an welche Buchrain seit dem 22. Juni 2011 angeschlossen ist.

## Geschichte

Luftbild von Perlen (1953)

### Hof des Klosters Murbach
Die Geschichte Buchrains ist über 1000 Jahre alt. Zu Beginn war Buchrain ein Dinghof (landwirtschaftliche Liegenschaft zur Pacht mit grundherrlichem Beamten, welcher unter anderem auch die Zinsen eingezogen und die Gerichtsbarkeit ausgeübt hat) des Benediktinerklosters St. Leodegar zu Luzern. Im Jahre 840 verlor das Kloster seine Selbständigkeit und wurde eine Propstei des Klosters Murbach im Elsass. 1178 wurde dann «Buorren» erstmals als Ortschaft erwähnt.

### Österreichische Herrschaft
Im Jahre 1291 verkaufte der Fürstabt von Murbach seine Dinghöfe an König Rudolf von Habsburg. So geriet Buchrain unter österreichische Herrschaft und wurde der Vogtei Rothenburg zugeteilt. 1332 schloss sich Luzern dem Bund der Eidgenossen an, viele Buchrainer sympathisierten mit den Luzernern und kämpften bei der Schlacht bei Sempach 1386 auf der Seite der Eidgenossen. Danach ging Buchrain mitsamt der Vogtei Rothenburg an Luzern.

### Handelswege, Wallfahrtsort und Gaststätte
Buchrain lag im Mittelalter an einem der wichtigsten Handelswege durch die Schweiz, welcher vom Grimsel- und Brünigpass nach Luzern und bis zum Rhein führte. Zeugen von der Bedeutung dieses Handelsweges sind die Burgen Nünegg, Richensee, Hallwil und Lenzburg. Im Jahre 1455 wurde die Weihe der Buchrainer Kirche urkundlich erwähnt, dies führte zu verschiedenen Kreuzgängen aus der Nachbarschaft. Man verehrte die Schutzpatronin gegen Feuersbrunst, die Heilige Agatha. 1759 wurde die etablierte Gaststätte «Adler» mit Wirtsrecht eröffnet. Von 1807 bis 1811 diente sogar ein Raum im «Adler» als Schulzimmer für den Unterricht. Die Schulchronik berichtet, dass Buchrain eine der ältesten Dorfschulen des Kantons Luzern besass.

### Industrielle Entwicklung
August Bell, Maschinenfabrikant, löste im Jahre 1862 mit dem Bau des Reusskanals und des Kraftwerks Perlen eine industrielle Entwicklung in Buchrain aus. Fabrikanlagen wurden gebaut, es entstand eine Holzstofffabrik und die heute noch sehr bedeutende Papierfabrik Perlen. Im Jahre 1883 wurde schliesslich die Fabrik an das Schienennetz mit der Bahnstation Gisikon verbunden.
1907 wurde die erste Brücke über die Reuss gebaut, und der bis anhin so wichtige Fährbetrieb konnte eingestellt werden. Eine weitere Verkehrserleichterung brachte schliesslich die Autobusverbindung von Luzern über Buchrain nach Perlen, welche den Betrieb im Jahre 1928 aufnahm.

## Politik

### Gemeinderat
Der Gemeinderat von Buchrain setzt sich wie folgt zusammen:
- Ivo Egger (SP): Gemeindepräsident
- Roman Tschanz (FDP): Bauvorsteher
- Patrick Bieri (FDP): Finanzvorsteher
- Ueli Unternährer (parteilos): Sozialvorsteher
- Mirjam Urech (Die Mitte): Bildungsvorsteherin

### Kantonsratswahlen
Bei den Kantonsratswahlen 2023 des Kantons Luzern betrugen die Wähleranteile in Buchrain: SVP 26,73 %, Mitte (einschliesslich Junge Mitte) 24,18 %, FDP 21,70 %, SP (einschliesslich JUSO) 13,51 %, glp (mit JGLP) 12,40 %, Grüne (mit JG und GrüneUnt) 6,77 % und EVP 0,63 %.
Für die Gemeinde Buchrain haben Melissa Frey-Ruckli (Die Mitte) und Ursula Berset (GLP) Einsitz im Luzerner Kantonsrat.

### Nationalratswahlen
Bei den Schweizer Parlamentswahlen 2023 betrugen die Wähleranteile in Buchrain: SVP 26,6 %, Mitte 25,8 %, FDP 16,8 %, SP 12,2 %, glp 9,8 %, GPS 6,3 %, übrige 2,4 %.

## Sehenswürdigkeiten
Die 1455 errichtete Pfarrkirche St. Agatha und Jakobus d. Ä. Ein erstes Gotteshaus befand sich an diesem Platz bereits im Jahr 1257. Bei der römisch-katholischen Pfarrkirche St. Agatha der Zürcher Architekten Naef, Studer und Studer aus den Jahren 1971–72 wurde die organische Raumform des Kirchenraums einer klar ablesbaren kubischen Raumform einbeschrieben. Kapellen, der skulpturale Glockenturm sowie Eingang und Treppenhäuser sind dem Sichtbetonbau angesetzt, farbige Akzente unterstreichen diese additive Komposition.

## Regelmässige Veranstaltungen
Bueri Chilbi: Alle Jahre am letzten vollen Wochenende im Oktober findet in Buchrain die Bueri Chilbi statt. Die Veranstaltung dauert zwei Tage und findet auf dem Areal des Dorfschulhauses seit 1972 statt. Organisiert wird dieser Event von der Aktivriege des STV Buchrain.